# Natalja Sergejewna Woronina
Natalja Sergejewna Woronina (russisch Наталья Сергеевна Воронина; * 21. Oktober 1994 in Nischni Nowgorod) ist eine russische Eisschnellläuferin.

## Werdegang
Woronina debütierte im Weltcup zu Beginn der Saison 2014/15 in Obihiro und belegte dabei den fünften Platz über 3000 m in der Division B und den 12. Platz im Massenstart. Im Januar 2015 wurde sie bei der Mehrkampfeuropameisterschaft 2015 in Tscheljabinsk Siebte im Kleiner-Vierkampf. Im folgenden Monat gewann sie bei den Einzelstreckenweltmeisterschaften in Heerenveen die Bronzemedaille in der Teamverfolgung. In den Einzelrennen kam sie auf 15. Platz im Massenstart und auf den 13. Rang über 3000 m. Bei der Mehrkampfweltmeisterschaft 2015 in Calgary belegte sie den 13. Platz. Zu Beginn der Saison 2015/16 erreichte sie beim Weltcup in Calgary mit dritten Plätzen über 3000 m und in der Teamverfolgung ihre ersten Weltcuppodestplatzierungen. Beim folgenden Weltcup in Salt Lake City kam sie mit dem zweiten Platz über 5000 m erneut aufs Podest. Im Januar 2016 wurde sie bei der Mehrkampfeuropameisterschaft 2016 in Minsk Fünfte. Bei den Einzelstreckenweltmeisterschaften 2016 in Kolomna gewann sie die Bronzemedaille in der Teamverfolgung. Zudem errang sie dort den 12. Platz über 3000 m und den achten Platz über 5000 m. Im März 2016 wurde sie bei der Mehrkampfweltmeisterschaft in Berlin Siebte und holte beim Weltcup in Heerenveen über 3000 m ihren ersten Weltcupsieg. Die Saison beendete sie auf dem zehnten Platz im Gesamtweltcup und auf dem zweiten Rang im Weltcup über 3000/5000 m. In der folgenden Saison lief sie im Weltcup in der Teamverfolgung dreimal auf den dritten und einmal auf den zweiten Platz. Bei den Einzelstreckenweltmeisterschaften 2017 in Gangwon holte sie wie im Vorjahr die Bronzemedaille in der Teamverfolgung. Zudem wurde sie dort Zehnte über 3000 m und Neunte über 5000 m und errang bei der Mehrkampfweltmeisterschaft 2017 in Hamar den sechsten Platz. Nach Platz zwei über 3000 m in Heerenveen zu Beginn der Saison 2017/18, holte sie in Salt Lake City ihren zweiten Weltcupsieg und erreichte zum Saisonende den dritten Platz im Weltcup über 3000/5000 m. Im Januar 2018 gewann sie bei den Europameisterschaften in Kolomna die Bronzemedaille über 3000 m und die Silbermedaille in der Teamverfolgung. Beim Saisonhöhepunkt, den Olympischen Winterspielen 2018 in Pyeongchang, gewann sie die Bronzemedaille über 5000 m und errang im Lauf über 3000 m den zehnten Platz.
In der Saison 2018/19 errang Woronina zweimal den zweiten Platz über 3000 m und jeweils einmal den dritten Platz über 3000 m und 5000 m. Zudem wurde sie in der Teamverfolgung zweimal Dritte und einmal Zweite und erreichte damit den dritten Platz im Gesamtweltcup über 3000/5000 m. Bei den Einzelstreckenweltmeisterschaften 2019 in Inzell holte sie über 3000 m, 5000 m und in der Teamverfolgung jeweils die Bronzemedaille. Anfang März 2019 wurde sie bei der Mehrkampfweltmeisterschaft 2019 in Calgary Achte. In der Saison 2019/20 errang sie mit drei dritten Plätzen über 3000 m, den vierten Platz im Gesamtweltcup über 3000/5000 m. Bei den Europameisterschaften 2020 in Heerenveen holte sie jeweils Silber über 3000 m und in der Teamverfolgung und bei den Einzelstreckenweltmeisterschaften 2020 in Salt Lake City Bronze über 3000 m und Gold über 5000 m. In der folgenden Saison gewann sie in Heerenveen über 3000 m ihr drittes Weltcuprennen und erreichte den dritten Platz im Gesamtweltcup über 3000/5000 m. Beim Saisonhöhepunkt, den Einzelstreckenweltmeisterschaften 2021 in Heerenveen, holte sie Bronze in der Teamverfolgung und Silber über 5000 m.

## Persönliche Bestzeiten
- 500 m 39,66 s (aufgestellt am 7. November 2015 in Calgary)
- 1000 m 1:18,85 min (aufgestellt am 28. Februar 2015 in Calgary)
- 1500 m 1:55,58 min (aufgestellt am 3. Dezember 2017 in Calgary)
- 3000 m 3:54,06 min (aufgestellt am 9. März 2019 in Salt Lake City)
- 5000 m 6:39,02 min (aufgestellt am 15. Februar 2020 in Salt Lake City)

## Teilnahmen an Welt- und Europameisterschaften und Olympischen Winterspielen

### Olympische Spiele
- 2018 Pyeongchang: 3. Platz 5000 m, 10. Platz 3000 m

### Einzelstrecken-Weltmeisterschaften
- 2015 Heerenveen: 3. Platz Teamverfolgung, 13. Platz 3000 m, 15. Platz Massenstart
- 2016 Kolomna: 3. Platz Teamverfolgung, 8. Platz 5000 m, 12. Platz 3000 m
- 2017 Gangwon: 3. Platz Teamverfolgung, 9. Platz 5000 m, 10. Platz 3000 m
- 2019 Inzell: 3. Platz Teamverfolgung, 3. Platz 5000 m, 3. Platz 3000 m
- 2020 Salt Lake City: 1. Platz 5000 m, 3. Platz 3000 m, 4. Platz Teamverfolgung
- 2021 Heerenveen: 2. Platz 5000 m, 3. Platz Teamverfolgung, 7. Platz 3000 m

### Mehrkampf-Weltmeisterschaften
- 2015 Calgary: 14. Platz Kleiner-Vierkampf
- 2016 Berlin: 7. Platz Kleiner-Vierkampf
- 2017 Hamar: 6. Platz Kleiner-Vierkampf
- 2019 Calgary: 8. Platz Kleiner-Vierkampf
- 2020 Hamar: 12. Platz Kleiner-Vierkampf

### Europameisterschaften
- 2015 Tscheljabinsk: 7. Platz Kleiner-Vierkampf
- 2016 Minsk: 5. Platz Kleiner-Vierkampf
- 2018 Kolomna: 2. Platz Teamverfolgung, 3. Platz 3000 m
- 2019 Klobenstein: 5. Platz Kleiner-Vierkampf
- 2020 Heerenveen: 2. Platz Teamverfolgung, 2. Platz 3000 m
- 2021 Heerenveen: 4. Platz Kleiner-Vierkampf
- 2022 Heerenveen: 3. Platz Teamverfolgung

## Weltcupsiege

### Weltcupsiege im Einzel
| Nr. | Datum             | Ort            | Disziplin |
| --- | ----------------- | -------------- | --------- |
| 1.  | 11. März 2016     | Heerenveen     | 3000 m    |
| 2.  | 10. Dezember 2017 | Salt Lake City | 3000 m    |
| 3.  | 31. Januar 2021   | Heerenveen     | 3000 m    |

### Weltcupsiege im Team
| Nr. | Datum             | Ort                 | Disziplin        |
| --- | ----------------- | ------------------- | ---------------- |
| 1.  | 23. November 2019 | Tomaszów Mazowiecki | Teamverfolgung 1 |